# Geomys bursarius
La tuza de bolsillo de las llanuras (Geomys bursarius) es una de las 35 especies de tuzas de bolsillo, llamadas así en referencia a sus mejillas forradas de piel ubicadas externamente. Son animales excavadores, que se encuentran en pastizales y tierras agrícolas en las Grandes Llanuras de América del Norte, desde Manitoba hasta Texas. Las tuzas de bolsillo son los roedores más altamente fosoriales que se encuentran en América del Norte.

## Distribución
Las tuzas de bolsillo de las llanuras se encuentran en las Grandes Llanuras de América del Norte, desde el sur de Manitoba (Canadá) y el este de Dakota del Norte hasta Nuevo México y Texas en los Estados Unidos, y tan al este como el extremo occidental de Indiana. Actualmente se reconocen ocho subespecies, aunque desde entonces se ha considerado que algunas subespecies anteriores eran especies por derecho propio y ya no se incluyen:
- Geomys bursarius bursarius -  Canadá,  Dakota del Sur,  Dakota del Sur,  Minnesota
- Geomys bursarius illinoensis -  Illinois
- Geomys bursarius industrius - suroeste de  Kansas
- Geomys bursarius major -  Texas,  Oklahoma, este de  Nuevo México
- Geomys bursarius majusculus -  Iowa, este de  Nebraska y  Kansas, norte de  Misuri
- Geomys bursarius missouriensis - este de  Misuri
- Geomys bursarius ozarkensis -  Kansas
- Geomys bursarius wisconsinensis - oeste de  Wisconsin

Se han encontrado restos fósiles tan al sur como Tennessee, lo que indica una población del Pleistoceno tardío y del Holoceno temprano. Esto apoyaría la hipótesis de que las condiciones ambientales más secas con extensas praderas se extendieron más al sur durante el período glacial de finales de Wisconsinan , apoyando poblaciones de Geomys y otras especies de praderas como las ardillas terrestres de trece líneas y los pollos de las praderas.

## Descripción
G. bursarius tiene un pelaje corto con una coloración marrón a negra en la parte superior del cuerpo y un pelaje marrón más claro o tostado en las partes inferiores. Los pelos blanquecinos cubren la parte superior de los pies, mientras que la cola corta y afilada está casi desnuda. Las adaptaciones fosoriales incluyen ojos pequeños, orejas cortas y desnudas y patas delanteras grandes con garras pesadas. Los arcos cigomáticos están ampliamente ensanchados, lo que proporciona un amplio espacio para la inserción de los músculos, aunque, a diferencia de otras tuzas de bolsillo, esta especie no usa los incisivos curvos para ayudar a los pies a excavar. Las bolsas externas de las mejillas, que distinguen a esta familia de otros mamíferos, se pueden voltear al revés para el aseo. Se utilizan para transportar alimentos de hasta 7 cm (2,8 in) de largo y tienen una abertura hacia adelante.
Otras adaptaciones a un estilo de vida fossorial incluyen una tasa metabólica en reposo baja de 0,946 mL O2/g/h, y alta conductancia, tolerancia a niveles bajos de oxígeno y niveles altos de dióxido de carbono, y una menor ingesta de agua.
Los machos son significativamente más grandes que las hembras, con una longitud corporal total de 25 a 35 cm (9,8 a 13,8 in), en comparación con 21 a 32 cm (8,3 a 12,6 in) en las hembras. La cola es corta y sin pelo, alcanza de 5 a 11 cm (2,0 a 4,3 in) de longitud y solo un poco más larga en los machos. Los machos adultos pesan de 230 a 473 g (8.1 a 16.7 oz) y las hembras 128 a 380 g (4.5 a 13.4 oz).

## Ecología
Las tuzas de bolsillo de las llanuras prefieren suelos profundos, arenosos y friables para facilitar su estilo de vida de excavación y su dieta herbívora de raíces de plantas. La vegetación local es menos significativa que la naturaleza del suelo, y las tuzas se encuentran en praderas, tierras agrícolas e incluso en áreas urbanas.
Un estudio controlado a largo plazo de la excavación de túneles por las tuzas de bolsillo de las llanuras encontró que la tasa de construcción de túneles varía desde un máximo de 2.059 cm/semana de nuevos túneles hasta un mínimo de ninguno durante varias semanas durante el verano. Alrededor de 30 a 50 m (98 a 164 ft) de túneles estaban abiertos en cualquier momento. Los factores que afectan el tamaño del sistema de túneles parecen estar más influenciados por la cantidad de energía necesaria para mantenerlo y patrullarlo que por la cantidad de vegetación presente. Los túneles incluyen nidos, ubicados a unos 50 cm (20 pulgadas) bajo tierra y revestidos con pasto y otro material vegetal, así como escondites de alimentos que contienen hierbas, raíces y tubérculos.
Las ardillas comparten sus túneles con numerosas especies de insectos, incluyendo moscas, escarabajo y escarabajos carroñeros, y grillos cueva. Los depredadores conocidos incluyen serpientes de cascabel, serpientes reyes de la pradera, serpientes ardilla, gatos salvajes, coyotes, zorros, tejones, halcones y búhos.

## Comportamiento
Las tuzas de bolsillo de las llanuras no muestran cambios estacionales en la actividad, excepto por un mayor nivel de actividad durante la temporada de apareamiento. Muestran un patrón bimodal de actividad durante el día con un aumento de actividad que se produce entre las 13:00 y las 17:00 horas y luego nuevamente entre las 22:00 y las 6:00 horas.[7] Para un animal de acogida con un estilo de vida metabólicamente caro (360-3400 veces más que las criaturas terrestres), planificar la actividad diaria alrededor de la temperatura de la madriguera, donde la falta de flujo de aire y la alta humedad conducen a una disminución del enfriamiento por evaporación y convección, probablemente sea importante.
Las tuzas pasan el 72 % de su tiempo en sus nidos, saliendo a la superficie para buscar comida o parejas, y animales jóvenes para establecer nuevas madrigueras. Territoriales y agresivos, especialmente en la interacción de macho a macho, estos roedores parecen usar su gran sensibilidad a la vibración del suelo para mantener su estilo de vida solitario. Rara vez exploran madrigueras habitadas por otras tuzas, aunque a veces investigan aquellas que han sido previamente abandonadas.

## Reproducción
Las tuzas de bolsillo de las llanuras generalmente se reproducen solo una vez al año, aunque a veces pueden reproducirse dos veces en los años buenos o en climas más cálidos. La temporada de reproducción varía con la latitud, desde abril a mayo en Wisconsin hasta enero a septiembre en Texas. Las hembras dan a luz de una a seis crías después de un período de gestación de unos 30 días. Sin embargo, los embarazos que duran hasta 51 días se han registrado, y esta variación puede indicar alguna forma de fertilización retardada, implantación retardada, o retardada cigoto desarrollo.
Las crías nacen sin pelo y ciegas, y al principio pesan alrededor de 5 g (0,18 oz). Comienzan a desarrollar pelo a los 10 días, abren los ojos a las tres semanas y son destetados a las cinco semanas de edad. Aunque inicialmente se mueven en la madriguera de su madre, después del destete, se van rápidamente para establecer sus propias madrigueras y alcanzan el tamaño adulto completo después de unos tres meses.

## Conservación
Debido a la amplia distribución de esta especie, su adaptabilidad a un hábitat adecuado, la ausencia de amenazas importantes y una población aparentemente estable, G. bursarius tiene un estado de conservación de Preocupación Menor. Aunque los granjeros y propietarios de césped suburbanos consideran que las tuzas de bolsillo no son más que plagas, desempeñan un papel activo en la aireación del suelo, el control de inundaciones a través de un drenaje mejorado y la diversidad de suelos y plantas.